# 湖南工业大学
27°49′29″N 113°07′35″E / 27.824807°N 113.126507°E
湖南工业大学是位于中华人民共和国湖南省株洲市的一所全日制本科高等院校。该大学由中华人民共和国国务院国家市场监督管理总局和湖南省人民政府共建，并面向中国大陆31个省（市、自治区）和港澳台地区招生，也招收国外留学生。

## 历史

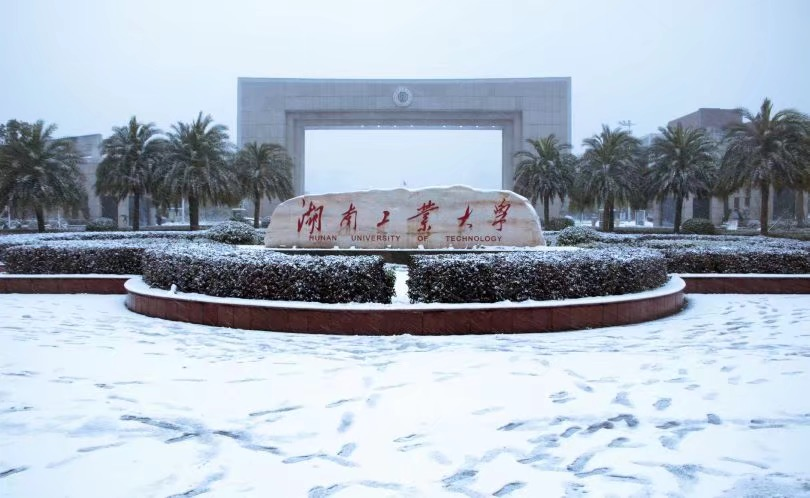
冬季的湖南工業大學大門

该校始于1958年成立的株洲师范学校，1979年成立的株洲基础大学。1989年6月，中华人民共和国国家教委同意将中国包装工程学院（筹）正式定名为株洲工学院，由中国包装总公司和湖南省人民政府双重领导，以中国包装总公司为主。2000年由部属院校下放地方，实行省部共建。翌年，湖南城市建设学校并入株洲工学院，变更为株洲工学院科技学院。2004年，合并湖南省财会学校。2006年经中华人民共和国教育部批准，该校由株洲工学院更名为湖南工业大学。2012年，湖南工业大学的主校区迁至湘江以西的原株洲師範高等專科學校泰山路校區。

## 学科专业
湖南工业大学设有77个本科专业。其中有4个国家级特色专业，12个省级特色专业，8个省级重点专业，1个一级学科博士点，15个一级学科硕士学位授权点，73个二级学科硕士学位授权点，10个硕士研究生专业学位授权类别、20个授权领域。

### 本科教育阶段
截至2018年12月初，学校设有22个教学学院和1个独立学院、73个本科专业。
| 学院               | 专业名称                                                                      | 所属科类      | 学制 |
| ------------------ | ----------------------------------------------------------------------------- | ------------- | ---- |
| 包装与材料工程学院 | 包装工程                                                                      | 理学 / 工学   | 四年 |
| 包装与材料工程学院 | 印刷工程                                                                      | 理学 / 工学   | 四年 |
| 包装与材料工程学院 | 高分子材料与工程                                                              | 理学 / 工学   | 四年 |
| 包装设计艺术学院   | 产品设计                                                                      | 美术          | 四年 |
| 包装设计艺术学院   | 视觉传达设计                                                                  | 美术          | 四年 |
| 包装设计艺术学院   | 环境设计                                                                      | 美术          | 四年 |
| 包装设计艺术学院   | 服装与服饰设计                                                                | 美术          | 四年 |
| 包装设计艺术学院   | 动画                                                                          | 美术          | 四年 |
| 包装设计艺术学院   | 数字媒体艺术设计                                                              | 美术          | 四年 |
| 包装设计艺术学院   | 艺术设计学                                                                    | 美术          | 四年 |
| 土木工程学院       | 土木工程（建筑工程、道路与桥梁工程、岩土与城市地下工程、工程管理4个专业方向） | 理学 / 工学   | 四年 |
| 土木工程学院       | 给排水科学与工程                                                              | 理学 / 工学   | 四年 |
| 土木工程学院       | 建筑环境与能源应用工程                                                        | 理学 / 工学   | 四年 |
| 电气与信息工程学院 | 电气工程及其自动化                                                            | 理学 / 工学   | 四年 |
| 电气与信息工程学院 | 测控技术与仪器                                                                | 理学 / 工学   | 四年 |
| 电气与信息工程学院 | 电子科学与技术                                                                | 理学 / 工学   | 四年 |
| 电气与信息工程学院 | 自动化                                                                        | 理学 / 工学   | 四年 |
| 电气与信息工程学院 | 电子信息工程                                                                  | 理学 / 工学   | 四年 |
| 电气与信息工程学院 | 信息工程                                                                      | 理学 / 工学   | 四年 |
| 冶金与材料工程学院 | 冶金工程                                                                      | 理学 / 工学   | 四年 |
| 冶金与材料工程学院 | 无机非金属材料工程                                                            | 理学 / 工学   | 四年 |
| 冶金与材料工程学院 | 金属材料工程                                                                  | 理学 / 工学   | 四年 |
| 冶金与材料工程学院 | 无机非金属材料工程                                                            | 理学 / 工学   | 四年 |
| 计算机学院         | 计算机科学与技术                                                              | 理学 / 工学   | 四年 |
| 计算机学院         | 通信工程                                                                      | 理学 / 工学   | 四年 |
| 计算机学院         | 网络工程                                                                      | 理学 / 工学   | 四年 |
| 计算机学院         | 物联网工程                                                                    | 理学 / 工学   | 四年 |
| 计算机学院         | 软件工程                                                                      | 理学 / 工学   | 四年 |
| 化学化工学院       | 化学                                                                          | 理学 / 工学   | 四年 |
| 化学化工学院       | 应用化学                                                                      | 理学 / 工学   | 四年 |
| 化学化工学院       | 化学工程与工艺                                                                | 理学 / 工学   | 四年 |
| 化学化工学院       | 环境工程                                                                      | 理学 / 工学   | 四年 |
| 化学化工学院       | 制药工程                                                                      | 理学 / 工学   | 四年 |
| 化学化工学院       | 能源化学工程                                                                  | 理学 / 工学   | 四年 |
| 数学与计算科学学院 | 数学与应用数学                                                                | 理学 / 工学   | 四年 |
| 数学与计算科学学院 | 信息与计算科学                                                                | 理学 / 工学   | 四年 |
| 数学与计算科学学院 | 应用统计学                                                                    | 理学 / 工学   | 四年 |
| 机械工程学院       | 机械设计制造及其自动化                                                        | 理学 / 工学   | 四年 |
| 机械工程学院       | 材料成型及控制工程                                                            | 理学 / 工学   | 四年 |
| 机械工程学院       | 工业设计                                                                      | 理学 / 工学   | 四年 |
| 机械工程学院       | 机械工程及自动化                                                              | 理学 / 工学   | 四年 |
| 机械工程学院       | 过程装备与控制工程                                                            | 理学 / 工学   | 四年 |
| 生命科学与化学学院 | 生物技术                                                                      | 理学 / 工学   | 四年 |
| 生命科学与化学学院 | 应用化学                                                                      | 理学 / 工学   | 四年 |
| 生命科学与化学学院 | 化学工程与工艺                                                                | 理学 / 工学   | 四年 |
| 建筑与城乡规划学院 | 建筑学                                                                        | 理学 / 工学   | 五年 |
| 建筑与城乡规划学院 | 城乡规划                                                                      | 文学 / 理学   | 五年 |
| 建筑与城乡规划学院 | 自然地理与资源环境                                                            | 理学 / 文学   | 四年 |
| 建筑与城乡规划学院 | 环境生态工程                                                                  | 理学 / 理学   | 四年 |
| 文学与新闻传播学院 | 汉语言文学（师范类、非师范类）                                                | 文学 / 历史学 | 四年 |
| 文学与新闻传播学院 | 戏剧与影视文学                                                                | 文学 / 历史学 | 四年 |
| 文学与新闻传播学院 | 新闻学                                                                        | 文学 / 历史学 | 四年 |
| 文学与新闻传播学院 | 广告学                                                                        | 文学 / 理学   | 四年 |
| 外国语学院         | 英语（师范类、非师范类）                                                      | 文学 / 理学   | 四年 |
| 外国语学院         | 日语                                                                          | 文学 / 理学   | 四年 |
| 外国语学院         | 翻译                                                                          | 文学 / 理学   | 四年 |
| 商学院             | 工商管理                                                                      | 理学 / 文学   | 四年 |
| 商学院             | 人力资源管理                                                                  | 理学 / 文学   | 四年 |
| 商学院             | 市场营销                                                                      | 文学 / 理学   | 四年 |
| 商学院             | 公共事业管理                                                                  | 文学 / 理学   | 四年 |
| 商学院             | 信息管理与信息系统                                                            | 文学 / 理学   | 四年 |
| 经济与贸易学院     | 金融工程                                                                      | 文学 / 理学   | 四年 |
| 经济与贸易学院     | 国际经济与贸易                                                                | 文学 / 理学   | 四年 |
| 经济与贸易学院     | 会计学                                                                        | 文学 / 理学   | 四年 |
| 经济与贸易学院     | 财务管理                                                                      | 文学 / 理学   | 四年 |
| 经济与贸易学院     | 投资学                                                                        | 文学 / 理学   | 四年 |
| 理学院             | 信息与计算科学（科学计算、信息科学2个专业方向）                               | 理学 / 工学   | 四年 |
| 理学院             | 数学与应用数学（运筹优化、统计分析2个专业方向、师范类）                       | 理学 / 工学   | 四年 |
| 理学院             | 应用物理学                                                                    | 理学 / 工学   | 四年 |
| 理学院             | 电子信息科学与技术（集成电路设计与应用、光电信息技术与应用2个方向）           | 理学 / 工学   | 四年 |
| 交通工程学院       | 电子科学与技术                                                                | 理学 / 工学   | 四年 |
| 交通工程学院       | 信息工程                                                                      | 理学 / 工学   | 四年 |
| 交通工程学院       | 轨道交通装备工程                                                              | 理学 / 工学   | 四年 |
| 交通工程学院       | 车辆工程                                                                      | 理学 / 工学   | 四年 |
| 体育学院           | 体育教育                                                                      | 体育          | 四年 |
| 体育学院           | 社会体育指导与管理                                                            | 体育          | 四年 |
| 体育学院           | 运动训练                                                                      | 体育          | 四年 |
| 法学与公共管理学院 | 法学                                                                          | 文学 / 历史学 | 四年 |
| 音乐学院           | 音乐学                                                                        | 美术          | 四年 |
| 音乐学院           | 舞蹈表演                                                                      | 美术          | 四年 |
| 人工智能学院       | 人工智能                                                                      | 理学 / 工学   | 四年 |
| 人工智能学院       | 智能科学与技术                                                                | 理学 / 工学   | 四年 |
| 人工智能学院       | 机器人工程                                                                    | 理学 / 工学   | 四年 |

### 学术研究
截至2017年11月，湖南工业大学拥有国家级特色专业4个、国家级一流本科专业4个、湖南省特色专业12个、湖南省重点专业8个、湖南省一流本科专业16个，拥有国家级精品课程3门、湖南省精品课程19门；拥有国家级实验教学示范中心1个、湖南省基础课示范实验室2个、湖南省实践教学示范中心4个。
该校于2003年获得硕士学位授予权，2009年，该校获得外国留学生招生资格。2013年获“服务国家特殊需求博士人才培养项目”招生资格，该校获得中国大陆包装教育领域首个博士学位授予权，2014年，该校开始招收博士研究生。

## 学校文化

### 学校标识

#### 校名
湖南工业大学，简称为湖工大；英语译名为，缩写为。湖南工业大学中文校名在使用时为毛体字，字体颜色为“ 紫红色”。

#### 校徽
湖南工业大学的校徽主体部分为莲蓬造型。莲花是湖南省的省花，而做为孕育，呵护花籽的莲蓬，用来比喻为国家培养人才的高校。莲蓬边缘围绕着莲子，象征学校育人成材，桃李满天下的美圆愿景；同样预示出湖南工业大学多学科性的办学方式。莲蓬中间是古体“包”字，外框是人里面象是一个孩子，象征学校“像母亲一样爱护每一位学生”，更显示出学校将延续一直以来以包装设计为特色的办学特点。

### 校训
厚德博学 、和而不同

### 校风
明德、精业、求实、创新。

### 学校社团

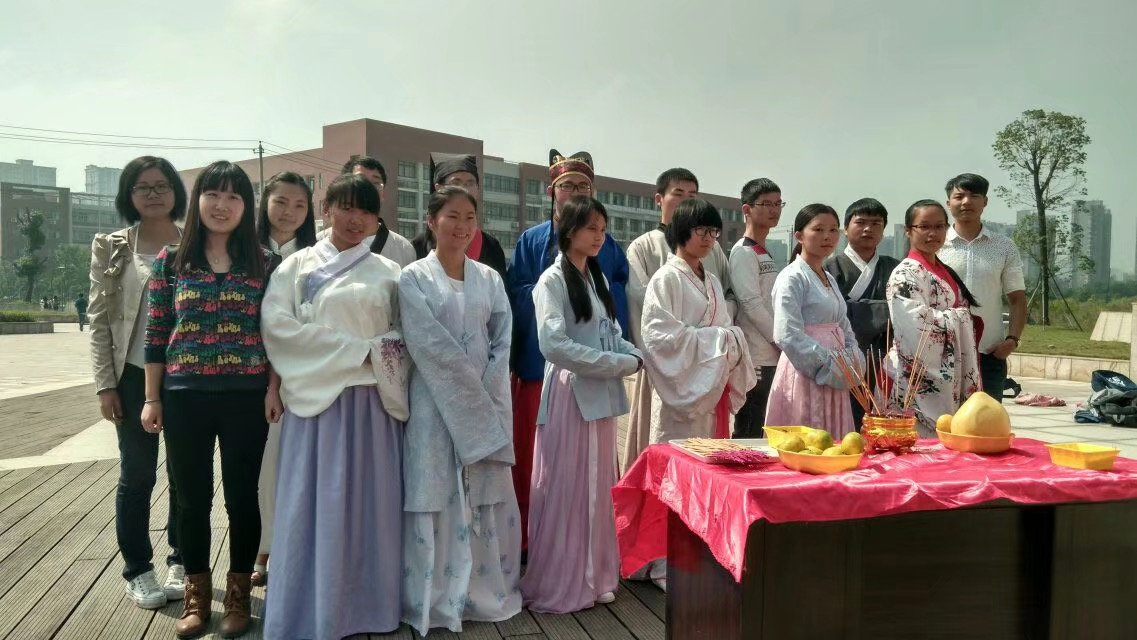
湖南工業大學某社團著漢服參加祭孔活動的大學生

目前，湖南工业大学有校级社团18个，院级社团68个，挂靠类社团10个，共96个学生社团。

## 学校建筑
学校现有2个校区，总占地面积3853亩。其中，主校区位于株洲市天元区，为湖南工业大学大部分学院的所在地，东校区位于株洲市荷塘区文化路23号。其教学科研仪器设备总价值2.81亿人民币元。

### 图书馆

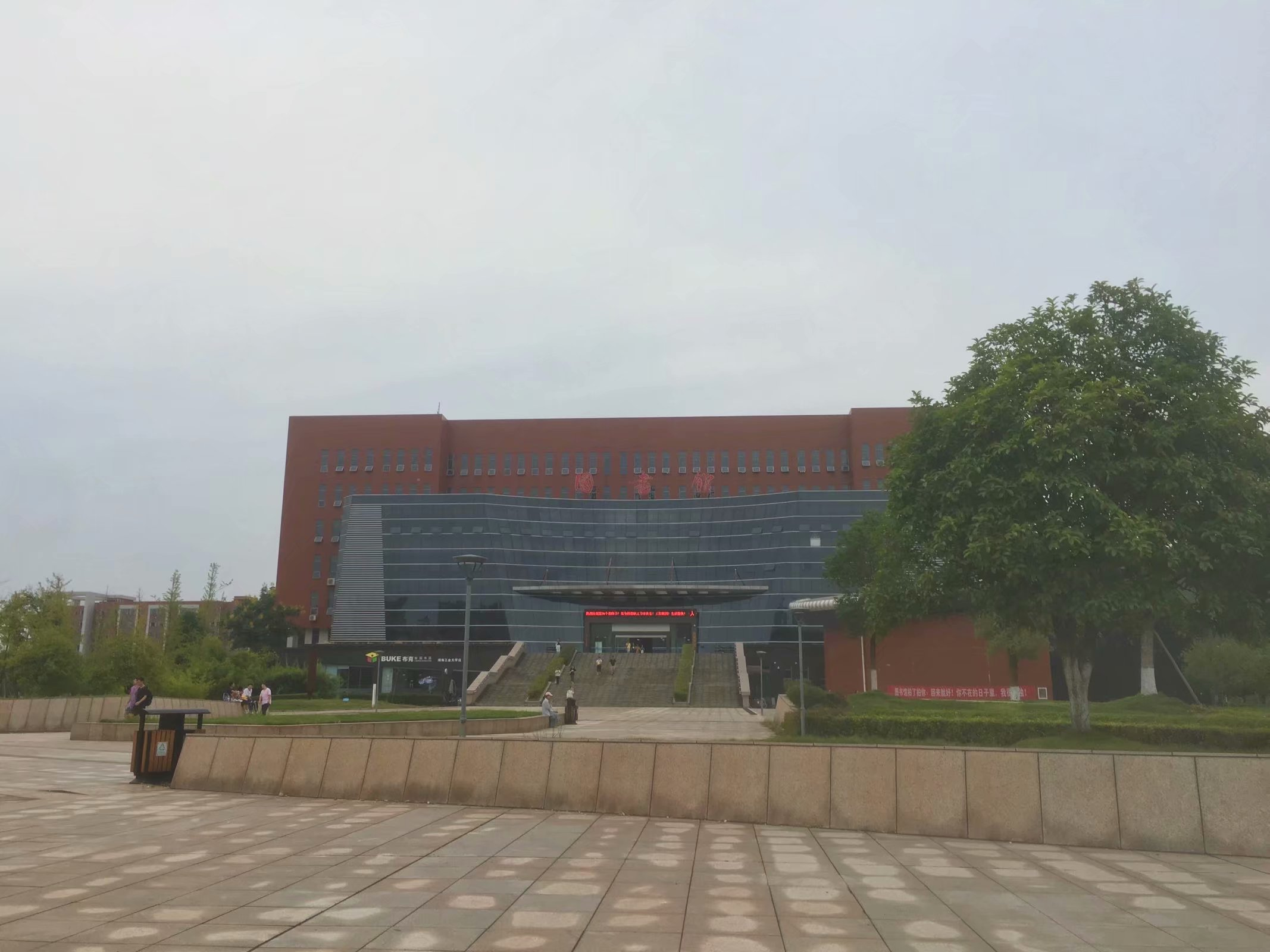
湖南工業大学的圖書館

至2021年，湖南工业大学图书馆馆藏中外文纸质图书263万册，外文纸本刊75种，电子图书100万种，中外文数据库68个。

## 科研合作和学术交流关系院校
湖南工业大学与11个国家和地区的高校建立了学生交流访问项目及合作交流关系：
- 法國兰斯-香槟-阿登大学
- 德国斯图加特应用科技大学
- 香港香港理工大學
- 香港香港城市大學
- 延世大學
- 日本圣泉大学
- 坦桑尼亚尼尔森·曼德拉非洲科技研究院（英语：Nelson Mandela African Institute of Science and Technology）（联合培养硕、博研究生院校，建有联合实验室）
- 美国密西根州立大學

此外，湖南工业大学亦利用一带一路奖学金项目，面向“一带一路”沿线国家招收留学生，目前，在校留学生有44人。

## 奖项
湖南工业大学在包装教育方面有以下榮譽，是中国大陆第一个国际包装协会会员單位，中华人民共和国教育部全国普通高校包装工程专业教学指导分委员会、中国包装联合会包装教育委员会主任单位，中国包装技术培训中心亦設在本學校中。

## 脚注
1. ↑  厚德出自《易经·坤卦》，“地势坤，君子以厚德载物”。“博学”出自《礼记·中庸》，“博学之，审问之，慎思之，明辨之，笃行之”。
2. ↑  “和而不同”出自《论语·子路》，“君子和而不同，小人同而不和。”
3. ↑  明德出自《礼记·大学》“大学之道，在明明德”。精业出自唐朝韩愈《进学解》“业精于勤，荒于嬉;行成于思，毁于随”。创新出自《易经》“苟日新，日日新，又日新”。
4. ↑  即挂靠在学校直属机关的社团

## 外部連結
- 官方网站
- 湖南工业大学档案馆 （页面存档备份，存于）